# Молоді гори

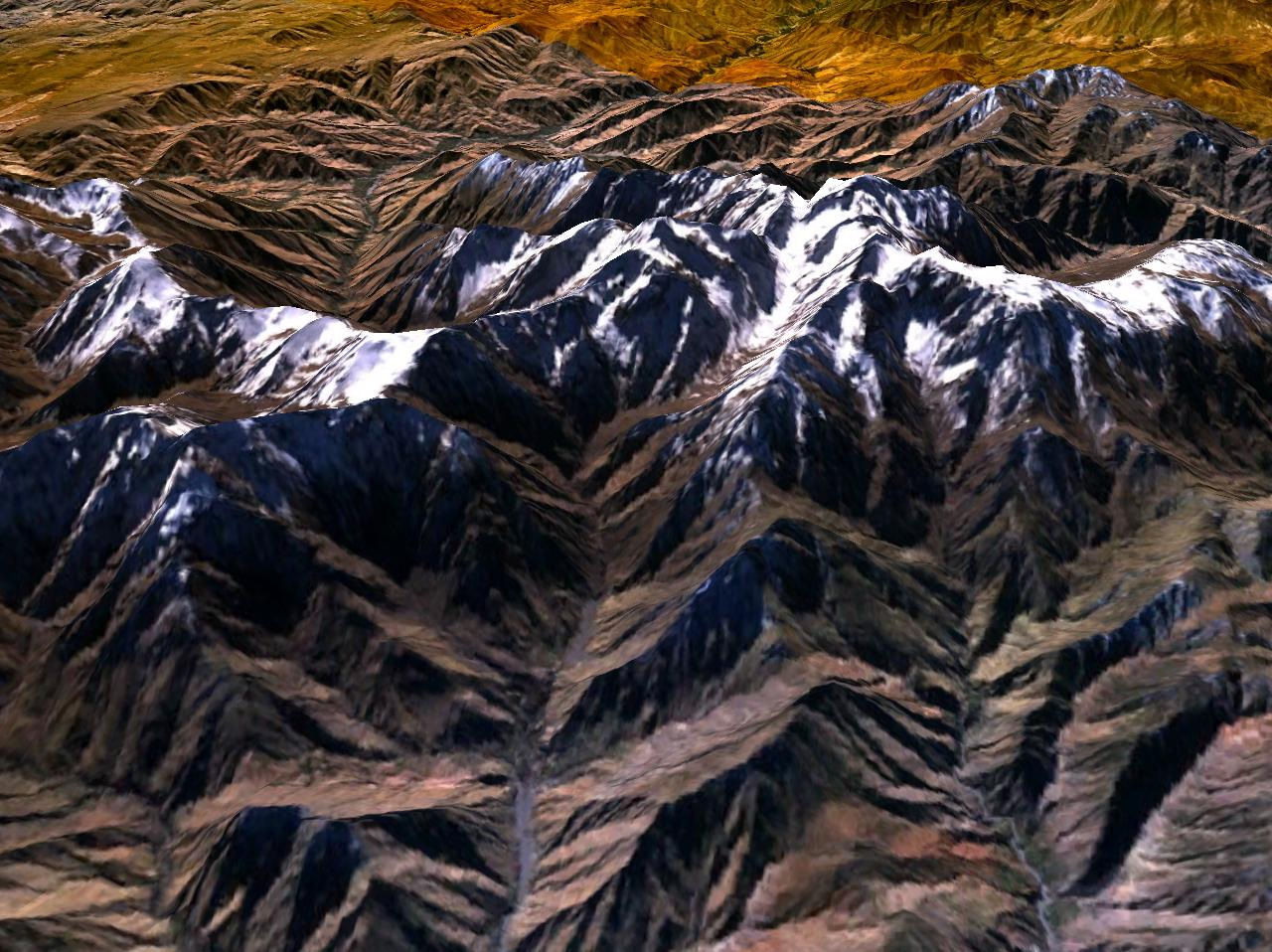
Молоді гори - Атлас (Африка)

Молоді гори (рос. молодые горы, англ. young mountains; youthful mountains; нім. junges Gebirge n) – гори, складчаста структура яких сформувалася в недавню (альпійську) епоху горотворення.